# Kommissar X
Kommissar X war eine Serie von Kriminalromanen, die in der Verlagsgruppe Pabel-Moewig erschien. Im Verlauf von über 30 Jahren brachte sie es auf 1.740 Hefte in der ersten Auflage. Zudem existierte eine Taschenbuchreihe.

Kommissar X

## Geschichte
Die Figur des „KX“ wurde von Karl-Heinz Günther (Pseudonym: C.H. Guenter), erfunden, der als „Bert F. Island“ zwischen 1959 und 1966 auch 58 Heftromane und 51 Taschenbücher für die Reihe schrieb. Die ersten 622 Romanhefte liefen alle ausnahmslos unter dem Verlagspseudonym Bert F. Island (dem damaligen Redaktionsleiter Robert F. Atkinson nachempfunden, der von der 'Insel' Großbritannien stammte.). An der Romanserie schrieben außerdem bekannte Autoren wie Kurt Brand, Friedrich Tenkrat (alias A. F. Morland), Walter Appel (alias Earl Warren), Wolfpeter Ritter, Manfred Wegener, Alfred Bekker, Neal Davenport  oder Alfred Wallon mit. In über drei Jahrzehnten schrieb eine Vielzahl deutschsprachiger Romanheftautoren an der Serie mit.
Aufgrund zu geringer Verkäufe wurde die Serie 1992 mit Band 1740, „Der Todeskandidat“ von Neal Chadwick alias Alfred Bekker eingestellt. Wie Mister Dynamit (ebenfalls von C.H. Guenter für Pabel erfunden) hat auch „KX“ das Ende des Kalten Krieges und Umstrukturierungen im Verlag nicht überlebt.
Die Kriminalserie war das Gegenstück zu Jerry Cotton vom Bastei-Verlag und wurde genau wie diese in den 1960er Jahren auch verfilmt.

## Inhalte
Die Serie spielte in New York City und an vielen anderen Schauplätzen weltweit. Kommissar X ist der Privatdetektiv Jo Walker, der zusammen mit seiner Sekretärin und Kollegin April Bondy, sowie seinem Freund und Leiter der Mordkommission Manhattan, Captain Tom Rowland, sehr vielen Gangstern und Ganoven das Handwerk legte. Der zweite Vorname von „KX“ ist übrigens 'Louis', also Jo(e) Louis, wie der berühmte US-Schwergewichtler der 1930er Jahre ('Der Braune Bomber'), der zweimal gegen Max Schmeling boxte.

## Verfilmungen
Zwischen 1965 und 1971 wurden insgesamt 7 Kommissar X-Filme gedreht. Tony Kendall spielte jeweils Kommissar X und Brad Harris jeweils Captain Tom Rowland. Es handelte sich um internationale Produktionen unter der Leitung des deutschen Produzenten Theo Maria Werner. Die Filme kamen in folgender Reihenfolge ins Kino:
- Kommissar X – Jagd auf Unbekannt (1965)
- Kommissar X – Drei gelbe Katzen (1966) (nach einem Roman von C.H. Guenter)
- Kommissar X – In den Klauen des goldenen Drachen (1966)
- Kommissar X – Drei grüne Hunde (1967) (nach einem Roman von C.H. Guenter)
- Kommissar X – Drei blaue Panther (1968)
- Kommissar X – Drei goldene Schlangen (1969)
- Kommissar X jagt die roten Tiger (1971)